# Nefelometrie
Nefelometrie is een kwantitatieve methode in de analytische chemie, waarbij de hoeveelheid van een chemisch bestanddeel in een stof wordt bepaald door zijdelings (meestal onder een hoek van 90° ten opzichte van het invallend licht) de lichtverstrooiing te meten van de vloeistof waarin dit bestanddeel hetzij direct, hetzij indirect (na chemische reactie) een dispersie vormt. De dispersiedeeltjes in het medium dienen hierbij voldoende in brekingsindex te verschillen.
De methode is gebaseerd op het Tyndall-effect en vertoont een verwantschap enerzijds met de turbidimetrie, wat betreft de op elastische botsing berustende lichtverstrooiing, anderzijds met de fluorimetrie wat betreft de zijdelingse reflectiemeting.

## Betrouwbaarheid en reproduceerbaarheid
De nefelometrie als zodanig vereist een ijking ten behoeve van concentratiebepalingen. Indien de deeltjesgrootte van de dispersie onvoldoende reproduceerbaar blijkt, kan dit tot onbetrouwbaarheid van de bepaling leiden. Dit bezwaar geldt niet zozeer voor de nefelometrische titratie, waar de nefelometrie slechts als eindpuntsindicatie fungeert. Dergelijke metingen vallen onder de heterometrie. Daarnaast kan de matige stabiliteit van colloïdale oplossingen ook een probleem vormen bij nefelometrische bepalingen. De stabiliteit kan echter bevorderd worden door toevoegen van bepaalde stabilisatoren, zoals gelatine of Arabische gom.

## Toepassingen
Nefelometrie is bijzonder interessant om de troebelheid van tal van oplossingen te bepalen, zoals bier, melk, water, bloed, verf, inkt en farmaceutische oplossingen. Ook deeltjes in nevel en smog kunnen hiermee bepaald worden.